# Dymki
Dymki [pronunciación en polaco: /ˈdɨmki/] es un pueblo en el distrito administrativo de Gmina Lututów, dentro del Distrito de Wieruszów, Voivodato de Łódź, en Polonia central. Se encuentra aproximadamente a 5 kilómetros al este de Lututów, a 26 kilómetros al este de Wieruszów, y a 82 kilómetros al suroeste de la capital regional Łódź.